# Rue Du Couédic (Paris)
Pour l’article homonyme, voir Rue Du Couëdic (Nantes).
La rue Du Couédic est une voie située dans le quartier du Petit-Montrouge du 14e arrondissement de Paris. 

## Situation et accès
Elle relie d'est en ouest entre l'avenue du Général-Leclerc et l'avenue René-Coty.
La rue Du Couédic est desservie à proximité par la ligne 4 à la station Mouton-Duvernet et les lignes 4 et 6 à la station Denfert-Rochereau.

## Origine du nom
Elle porte le nom du vicomte et marin Charles Louis du Couëdic (1740-1780). 
L'orthographe actuelle est simplifiée et plus proche de la prononciation, bien que l'orthographe classique emploie le tréma. Les plaques de la rue les plus anciennes utilisent la graphie « rue Ducoüédic », avec tréma sur l'« u », accent sur l'« e » et en un mot. Cette fluctuation est le résultat de l'application non rigoureuse de la réforme de l'orthographe française de 1835, qui toucha les patronymes.

## Historique

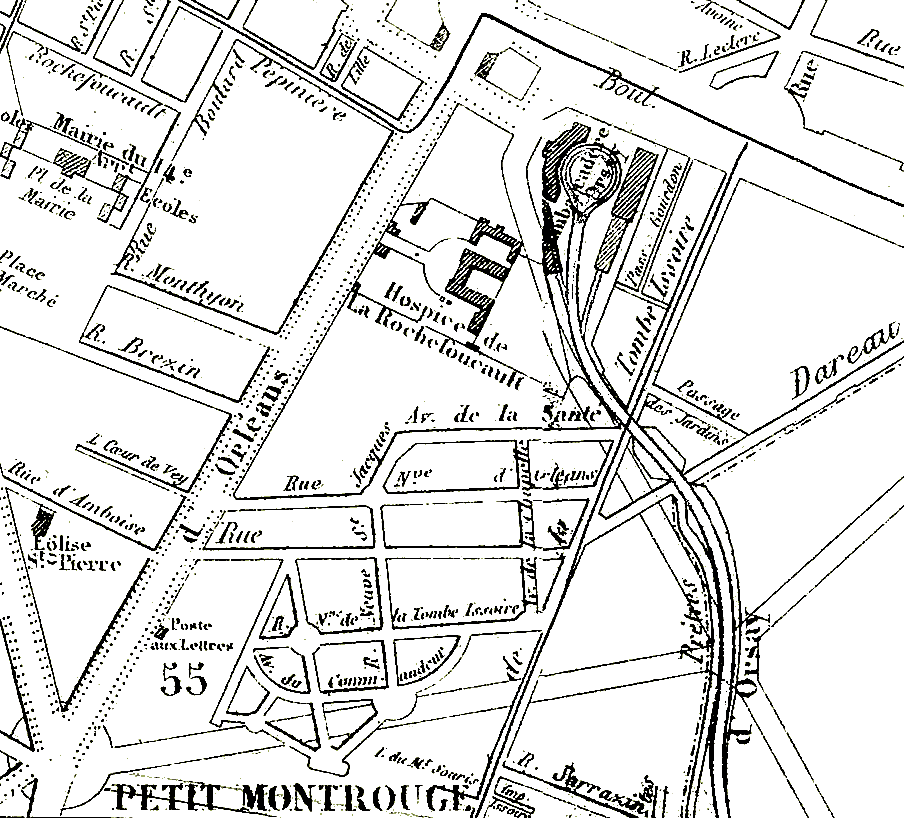
Plan du 14e arrondissement de Paris (extrait) d'Andriveau-Goujon, de 1868, sur lequel la voie figure encore sous son ancienne dénomination rue Neuve-d'Orléans.

La plaine de Montsouris est un site d'exploitation de la pierre dans des carrières souterraines depuis le XVIIe siècle. Lorsque Charles-Axel Guillaumot décide d'y aménager les catacombes dans les vides d'anciennes carrières, il n'y a pas de construction en surface et les seuls chemins existants sont la route d'Orléans et le chemin de la Tombe-Issoire. C'est au-dessus des sites majeurs du parcours actuel des catacombes qu'est tracée la rue du Couédic (fontaine de la Samaritaine, croix de pierre, cabinet de minéralogie, cabinet d'ostéologie, notamment).
Ancienne rue Neuve-d'Orléans, du fait de sa proximité avec l'avenue d'Orléans, actuelle avenue du Général-Leclerc, du temps où elle se trouvait sur le territoire de la commune de Montrouge, la rue prend par décret du 24 août 1864 le nom de « rue Du Couédic ».
La voie qui figure sous la dénomination de « rue Neuve d'Orléans » sur le plan Andriveau-Goujon de 1846, et encore sur celui de 1868, fait partie du village d'Orléans, quartier d’Orléans ou quartier de la Commanderie créé au cours des années 1830 par Léopold Javal par lotissement de terrains au sud de l’hospice de la Rochefoucauld (actuel hôpital La Rochefoucauld) entre la route d’Orléans et la rue de la Tombe Issoire situés sur le territoire de la commune de Montrouge annexée à Paris en 1860.
Elle est classée dans la voirie parisienne par un décret du 23 mai 1863.

## Bâtiments remarquables et lieux de mémoire
- No 11 : Édouard Goerg (1893-1969), artiste peintre, s'y installa en 1938.
- No 44 (place Michel-Audiard) : bâtiment de style Directoire, qui est l'ancienne mairie-annexe de la commune de Montrouge avant que le Petit-Montrouge ne soit rattaché à Paris en 1860[5].